# Uvaria manjensis
Uvaria manjensis este o specie de plante angiosperme din genul Uvaria, familia Annonaceae, descrisă de Alberto Judice Leote Cavaco și Monique Keraudren. Conform Catalogue of Life specia Uvaria manjensis nu are subspecii cunoscute.